# Janówka (Byczyna)

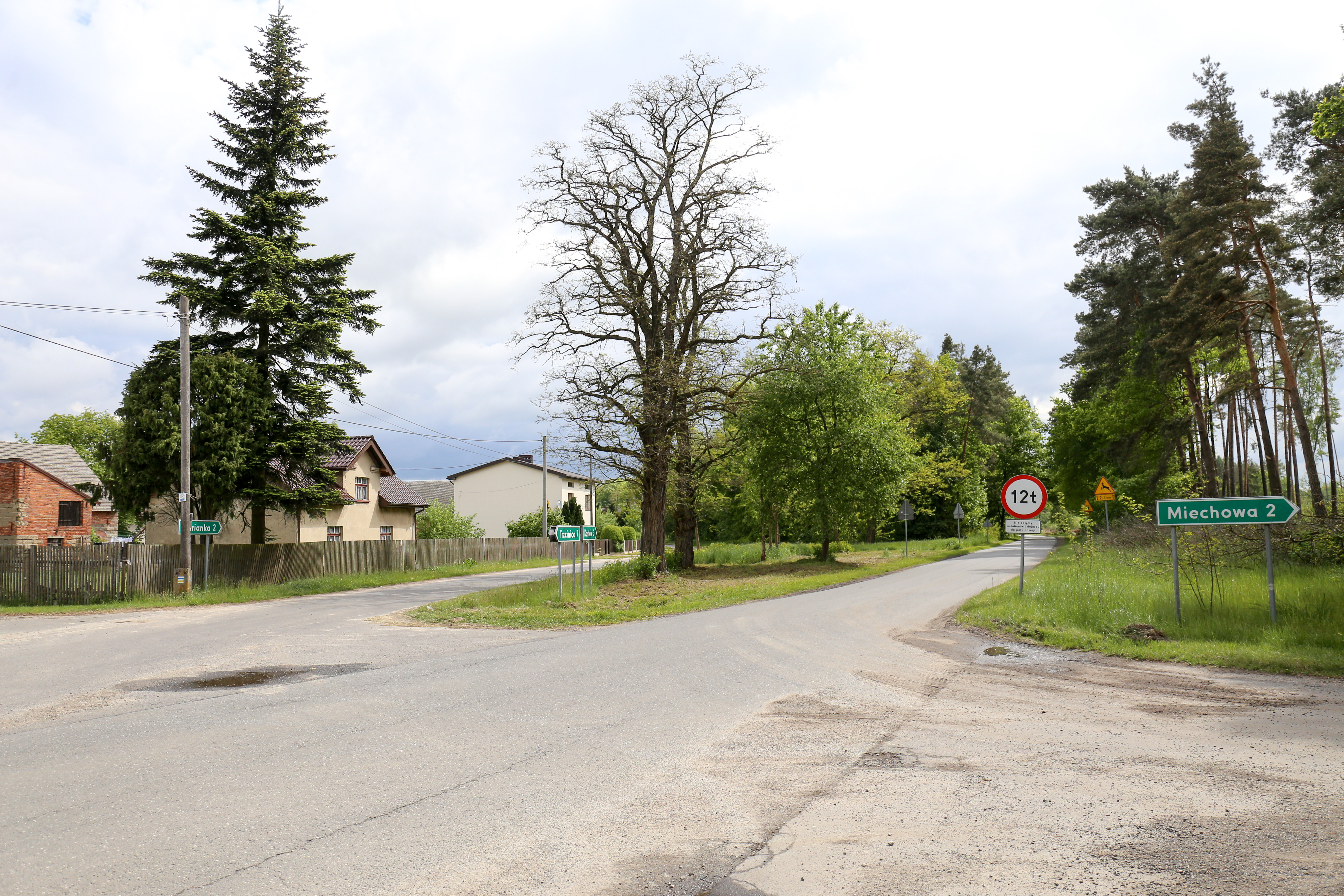
Blick in den Ort

Janówka  (deutsch Janowka) ist ein Ort der Gmina Byczyna in der Woiwodschaft Opole in Polen.

## Geographie

### Geographische Lage
Janówka liegt im südlichen Teil der historischen Region Großpolen. Im Norden und Westen grenzt das Dorf an die Grenze zur Woiwodschaft Großpolen. Das Dorf Janówka liegt rund dreizehn Kilometer nordwestlich vom Gemeindesitz Byczyna, rund 30 Kilometer nordwestlich der Kreisstadt Kluczbork und etwa 68 Kilometer nordöstlich der Woiwodschaftshauptstadt Opole (Oppeln).
Nördlich des Dorfes liegen weitläufige Waldgebiete, welche teilweise zum Naturschutzgebiet Las Łęgowy w Dolinie Pomianki in der Gemeinde Łęka Opatowska gehören.

### Nachbarorte
Nachbarorte von Janówka sind im Nordwesten Kuźnica Trzcińska und im Südosten Miechowa (Omechau).

## Geschichte
Das Dorf Janowka gehörte zwischen 1887 und 1920 zum Kreis Kempen in Posen im Regierungsbezirk Posen. 1920 wurde der Landkreis inklusive Janowka an Polen abgetreten. 1920 bis 1939 gehörte das Dorf als Landgemeinde zum Powiat Kępiński. Mit Überfall auf Polen 1939 wurde er Ort Teil des neugegründeten Landkreis Kempen (Wartheland).
Als Folge des Zweiten Weltkriegs fiel Janowka 1945 wieder an Polen. Nachfolgend wurde der Ort in Janówka umbenannt. 1999 kam der Ort zum neu gegründeten Powiat Kluczborski (Kreis Kreuzburg).

## Sehenswürdigkeiten

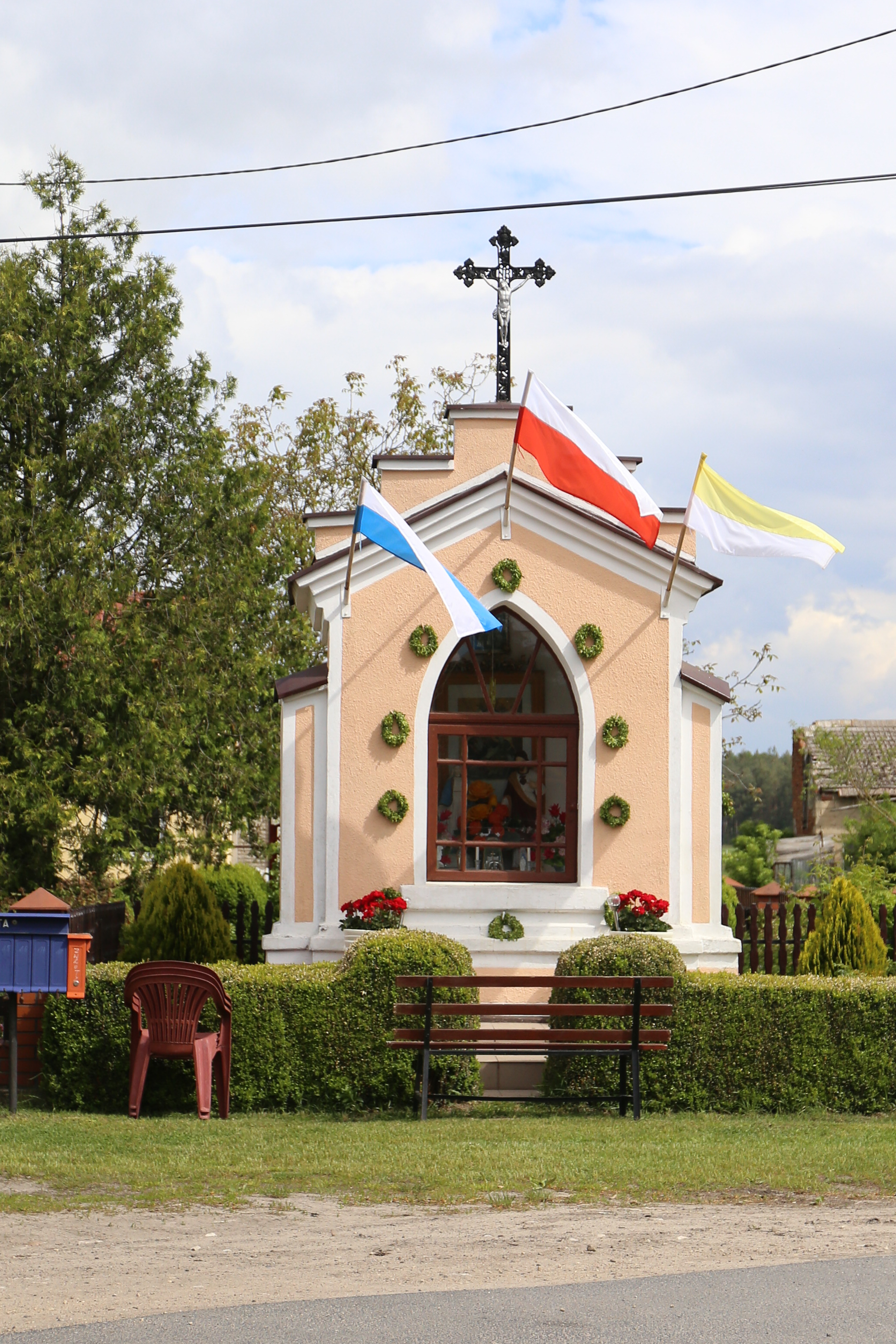
Wegkapelle

- Wegekapelle